# Tilapia discolor
Tilapia discolor är en fiskart som först beskrevs av Günther, 1903.  Tilapia discolor ingår i släktet Tilapia och familjen Cichlidae. IUCN kategoriserar arten globalt som sårbar. Inga underarter finns listade i Catalogue of Life.